# عسل (فیلم ۱۹۳۰)
عسل (انگلیسی: Honey) یک فیلم به کارگردانی وسلی راگلز است که در سال ۱۹۳۰ منتشر شد.